# Мбайе, Амат
Ама́т Мбайе́ (фр. Amath M'Baye; род. 14 декабря 1989,  Бордо, Франция) — французский баскетболист, играющий на позиции тяжёлого форварда.

## Карьера
Родился во Франции, имеет сенегальские корни. В детстве увлекался сёрфингом.
В 2008 году переехал в США, а на следующий год поступил в Университет Вайоминга, где начал свою студенческую баскетбольную карьеру. Позже перешёл в команду университета Оклахомы.
Не став выбранным на драфте НБА 2013 года, Мбайе подписал контракт с «Нагоя Даймонд Долфинс». В течение трёх лёт игры за команду набирал в среднем за матч 20,2 очка и 7,7 подбора. В сезоне 2014/2015 стал самым ценным игроком «Матча всех звёзд» чемпионата Японии, а также вошёл в символическую пятёрку чемпионата.
В июне 2016 года присоединился к «Нью Баскет Бриндизи». В 30 матчах за команду его средняя статистика составила 17,8 очка и 5,3 подбора.
В следующем сезоне стал игроком клуба «Олимпия Милан», с которым выступал в Евролиге, выиграл чемпионат Италии и Суперкубок Италии.
В июле 2018 года Мбайе подписал контракт с клубом «Виртус» (Болонья). Вместе с командой стал победителем Лиги чемипионов. По итогам турнира был включён во вторую символическую пятёрку, набирал в среднем за игру 11,4 очка и 3,7 подбора.
Летом 2019 года перешёл в «Каршияку». После успешного первого сезона клуб предложил ему продление контракта на два года, и Амат согласился. В 2021 году вместе с командой дошёл до финала Лиги чемпионов.
В июне 2022 году перешёл в «Анадолу Эфес». За один сезон в составе команды стал обладателем Суперкубка Турции и победителем чемпионата Турции.
В июне 2023 года Мбайе подписал контракт с ЦСКА.

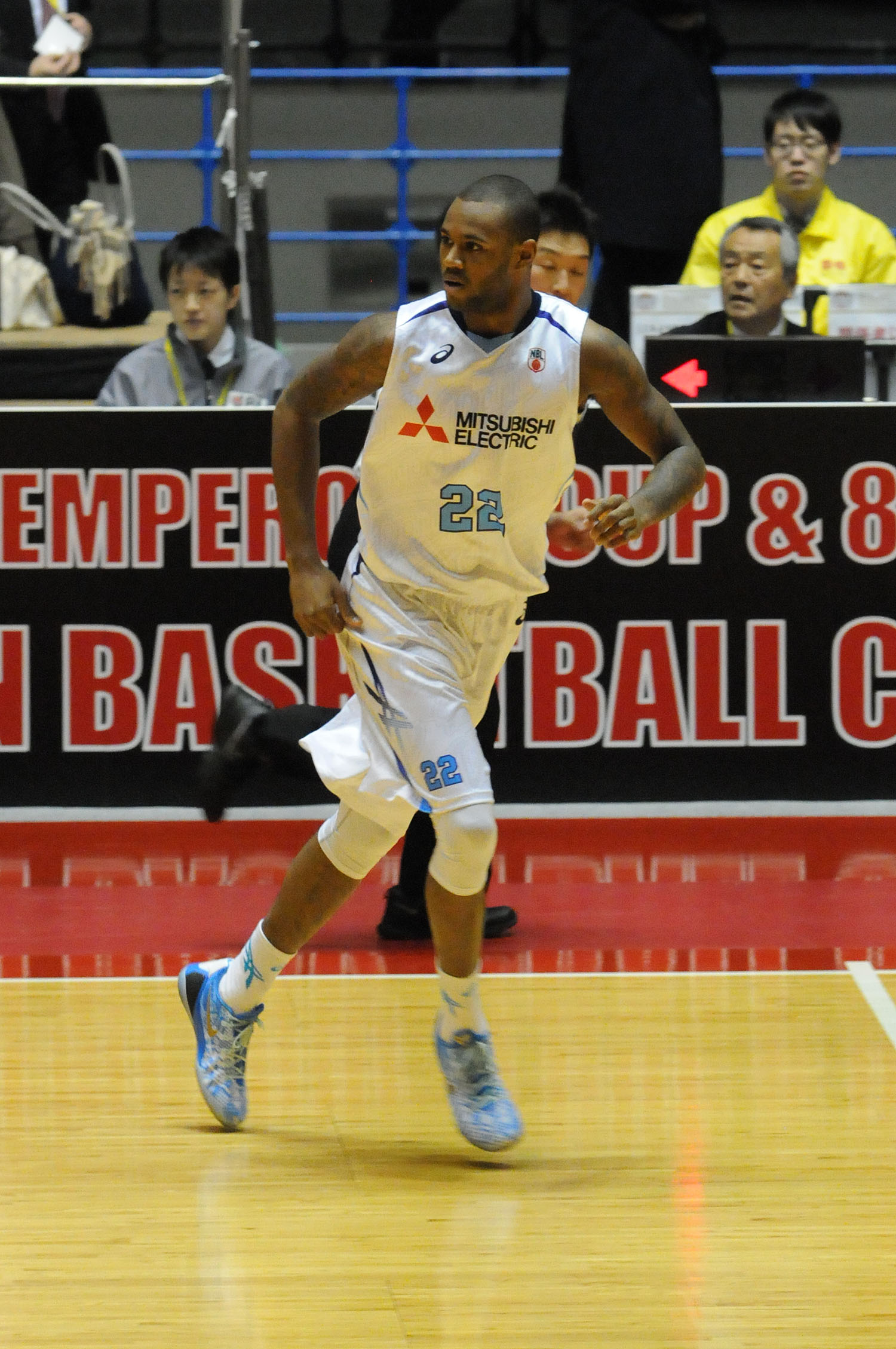
В составе Нагоя Даймонд Долфинс (2015)
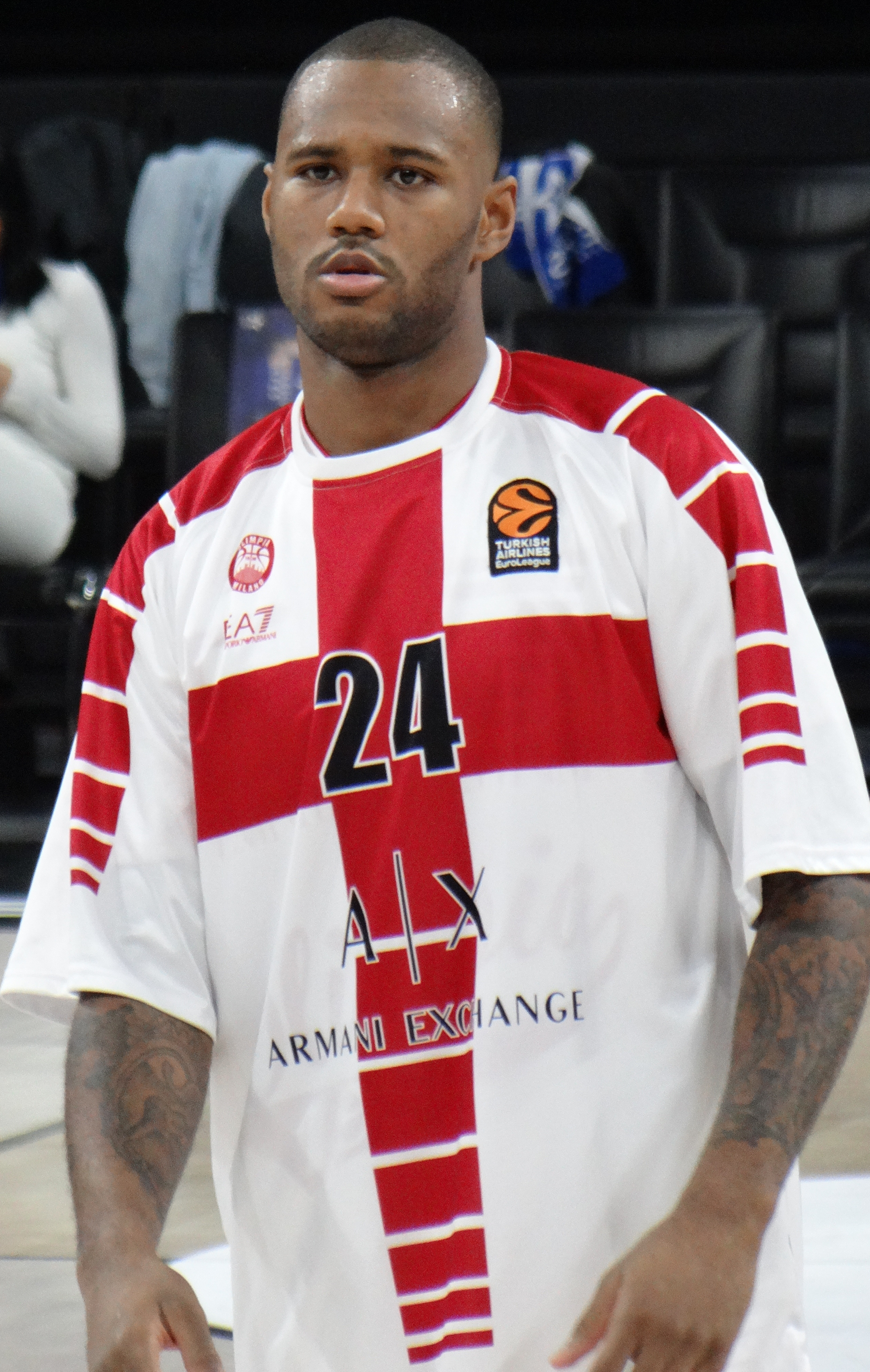
В составе Олимпии (2017)
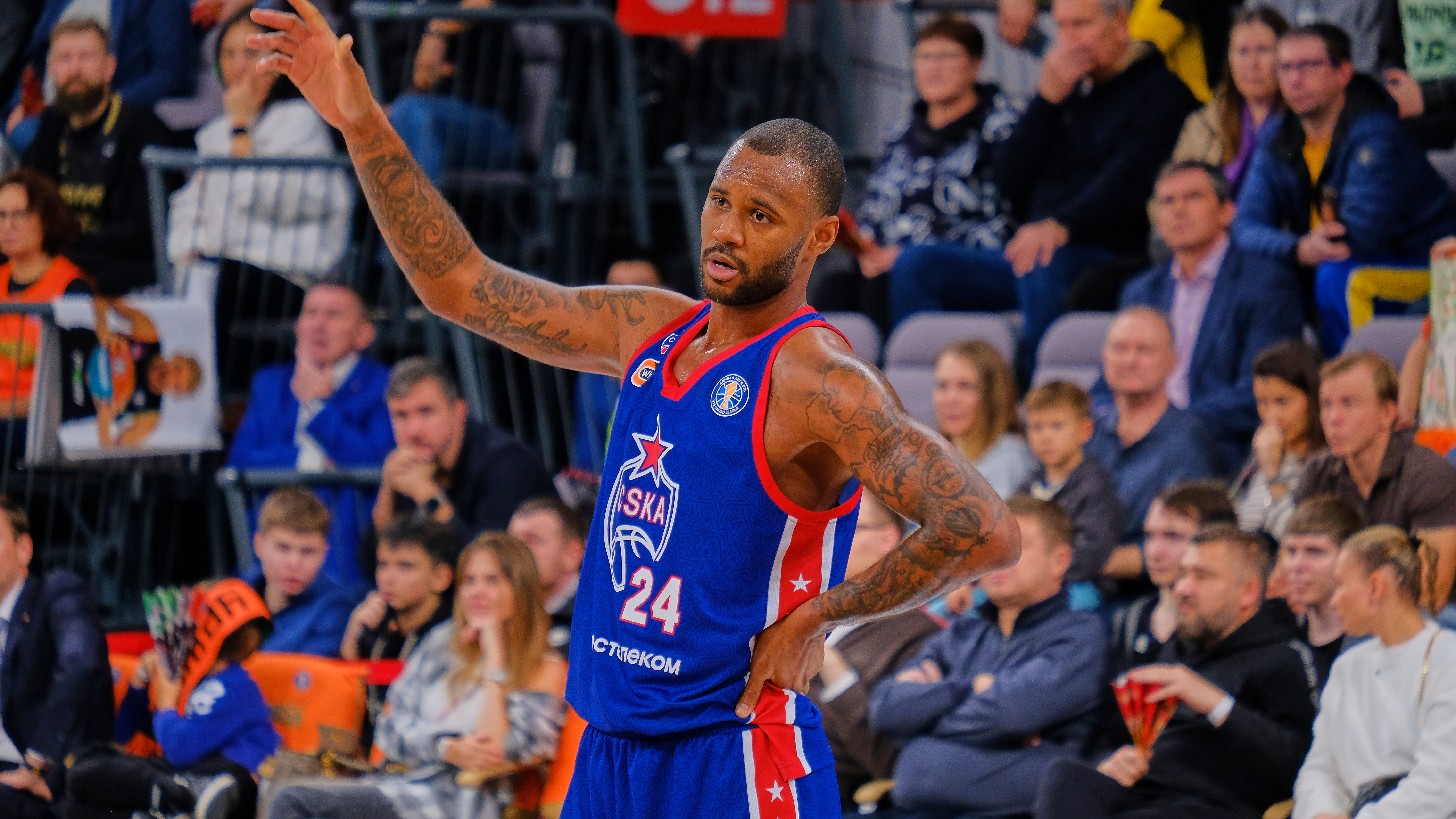
В составе ЦСКА (2024)

## Сборная Франции
В 2009 году Мбайе был вызван в юношескую сборную Франции (до 20 лет) для участия в чемпионате Европы. На том турнире сборная Франции заняла второе место, уступив в финале Греции (90:85).
В ноябре 2018 года дебютировал за основную команду сборной Франции на отборочном турнире чемпионата мира. В 2019 году в составе сборной стал бронзовым призёром чемпионата мира.
В сентябре 2022 года был вызвал в сборную для участия в Евробаскете. Сборная Франции заняла на турнире второе место, уступив в финале Испании (88:76).

## Достижения

### Клубные
- Победитель Лиги чемпионов ФИБА: 2018/2019
- Серебряный призёр Лиги чемпионов ФИБА: 2020/2021
- Чемпион Единой лиги ВТБ (2): 2023/2024, 2024/2025
- Чемпион Италии: 2017/2018
- Чемпион России (2): 2023/2024, 2024/2025
- Чемпион Турции: 2022/2023
- Обладатель Суперкубка Единой лиги ВТБ: 2024
- Обладатель Суперкубка Италии: 2017
- Обладатель Суперкубка Турции: 2022

### Сборная Франции
- Бронзовый призёр чемпионата мира: 2019
- Серебряный призёр чемпионата Европы: 2022
- Серебряный призёр чемпионата Европы (до 20 лет): 2009